# Тринити (исследование)
Исследование Тринити (англ. the Trinity study) —  неформальное название научной статьи 1998 года, написанной тремя профессорами финансов из  Университета Тринити в Техасе о безопасной ставке изъятия из инвестиционного портфеля, которая позволила бы инвестору поддерживать постоянный уровень изъятия сбережений (индексируемый на инфляцию) на протяжении достаточно продолжительного периода времени. Вместе со статьей Вильяма Бенгена 1994 года, исследование Тринити послужило отправной точкой для исследований других авторов и имеет большую популярность среди людей, инвестирующих с целью выхода на пенсию.
Ранее для расчета безопасной ставки изъятия использовался ипотечный калькулятор, который предполагал фиксированный рост фондового рынка и фиксированную инфляцию. Такие расчеты приводили к неверным результатам из-за волатильности рынка и непредсказуемой инфляции. Начиная с 1994 года начали появляться работы, которые оспаривали такой подход к пенсионному планированию. Если более ранние исследования пытались найти ставку изъятия с нулевой вероятностью истощения портфеля, то в исследовании Тринити авторы впервые задались вопросом о ставке изъятия, при которой вероятность истощения портфеля была бы пренебрежимо мала, но не обязательно нулевой. Такая постановка вопроса позволила достигнуть лучшего баланса между возможным ростом сбережений и уровнем жизни инвестора.

## Безопасная ставка изъятия
Статья анализирует проблему, с которой сталкиваются выходящие на пенсию инвесторы (инвесторы, прекращающие накапливать сбережения и начинающие их тратить): какую сумму можно ежегодно снимать со своего инвестиционного портфеля с минимальным риском разориться? Если снимается слишком большая сумма, то накопления могут закончиться еще при жизни инвестора. Если же снимается слишком маленькая сумма, то инвестор без необходимости снижает свой уровень жизни. Таким образом, статья решает вопрос о безопасной ставке изъятия из инвестиционного портфеля  —  индексируемой на инфляцию сумме, которую инвестор может снимать со своего инвестиционного счета каждый год в течение определенного времени (в исследовании  —  до 30 лет) без риска истощить свои инвестиционные накопления.

## Методология исследования и результаты
Исследование использует исторические данные фондового рынка США c 1926 по 1995 год. Анализ опирается на портфели, состоящие из комбинации индекса фонда S&P 500 и фонда высококачественных долгосрочных корпоративных облигаций. Рассматриваются портфели с шагом акций в 25% (то есть 100% акций, 75% акций и 25% облигаций, 50% акций и 50% облигаций, 25% акций и 75% облигаций, 100% облигаций) и ежегодной перебалансировкой портфеля для поддержания заданной пропорции акций. Горизонт планирования составляет 15, 20, 25, или 30 лет, то есть в выборке присутствует 41 30-летнее наблюдение.
Для каждого из наблюдений (в 15, 20, 25, или 30 лет) и для возможной ставки изъятия (от 3% до 12%) определяется наличие средств в портфеле в конце горизонта планирования. Далее результаты по истощению портфеля усредняются для каждой ставки изъятия.
Исследование подтвердило что при ставке изъятия в первый год в 4% и при индексировании снимаемой суммы на инфляцию в последующие годы, у портфеля, состоящего из 75% акций и 25% облигаций, наблюдается только 2% вероятность истощения портфеля к окончанию 30-летнего горизонта. Таким образом, ставка изъятия в 4% была признана безопасной при горизонте планирования в 30 лет. Лучшим портфелем оказался портфель, состоящий из 75% акций и 25% облигаций.

## Правило четырех процентов
Главным результатом исследования Тринити стало подтверждение правила четырех процентов или правила 25x (поскольку четыре процента, умноженные на 25, составляют всю сумму). Уровень изъятия в 4% был одним из сценариев, рассмотренных в статье.  При начальном уровне изъятия в 4% вероятность истощения портфеля составила 2% на горизонте в 30 лет при портфеле состоящем из 75% фонда акций и 25% фонда долгосрочных высококачественных корпоративных облигаций. При этом первоначальная сумма изъятия, определенная как 4% от всех инвестиций в первый год, индексируется на инфляцию на всем протяжении пенсии, позволяя корректировать доходы вместе с изменением стоимости жизни. В некоторые годы сумма изъятия может существенно превышать рост всего портфеля, а в некоторые годы быть существенно меньше. Даже если весь фондовый рынок падает в некоторый год, инвестор может рассчитывать на снятие суммы в соответствии с  правилом четырех процентов.  

## Критика
Основная критика исследования связана с упрощающими предположениями, которые были сделаны в статье. Для расчетов используются исторические данные рынка США, и поэтому проецирование результатов на будущее в других странах мира может быть проблематичным. Статья предполагает что инвестор снимает фиксированную сумму, которая индексируется только на инфляцию. Однако это предположение неверно, поскольку при выходе на пенсию люди находятся в более активной фазе своей жизни, и поэтому тратят больше чем в конце жизни; в дополнение, у некоторых могут быть дополнительные доходы в виде корпоративной или государственной пенсии. В зависимости от поведения рынка, инвесторы могут изменять сумму изъятия, изменяя и вероятность истощения портфеля. Наконец, горизонт планирования индивидуален для каждого инвестора: кто-то захочет заложить очень короткий горизонт, а кто-то может пожелать заложить горизонт в 50-60 лет при выходе на пенсию в 40 лет.